# 密歇根州立大学
密西根州立大學（英語：Michigan State University，縮寫MSU）是一所位於美國密西根州東蘭辛市的公立研究型大學。密西根州立大學成立於1855年，為美國第一所贈地大學。學校前身為密西根州農學院，是美國最早教授農科的高等教育機構。隨著1862年土地撥贈法案的實施，密西根州立大學在1870年成為男女同校並將課程延伸到各種領域。時至今日，密西根州立大學已是美國最大的大學之一，擁有超過63萬生活在世界各地的校友。
密西根州立大學是美國大學協會成員，被卡內基教學促進基金會歸類為最高的第一級研究型大學。2023年版《美国新闻与世界报道》排名将密西根州立大學置于最佳公立大學並列第28位，全美最佳大學並列第60位，同时列全球最佳大学第116位。密西根州立大學擁有美國國家超導迴旋加速器實驗室，比爾植物園，艾布拉姆斯天文館，沃頓藝術表演中心，布羅德藝術博物館，稀有同位素束流裝置以及全美最大的學生宿舍系統 。
密西根州立大學的教師和校友包括2名諾貝爾獎得主、20名羅德學者、20名馬歇爾學者、18名邱吉爾學者、17名杜魯門學者、5名米切爾學者、13名尤德爾學者、 53位戈德華特學者、215位富布賴特學者和8位普立茲獎得主。
密西根州立大學運動球隊參加NCAA第一級別聯盟比賽，屬於十大聯盟成員，校隊为斯巴達人隊。密西根州立大學的美式足球隊曾經贏得1954年，1956年，1988年和2014的玫瑰盃冠軍以及6次FBS全國總冠軍。密西根州立大學的男子籃球隊曾贏得1979年和2000年的NCAA總冠軍, 並且自1998-1999賽季以來，已經有八次進入NCAA最後四強決賽。

## 校史

### 19世纪

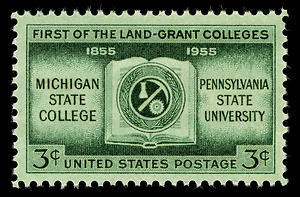
美國郵政局第一所贈地大學百年紀念郵票

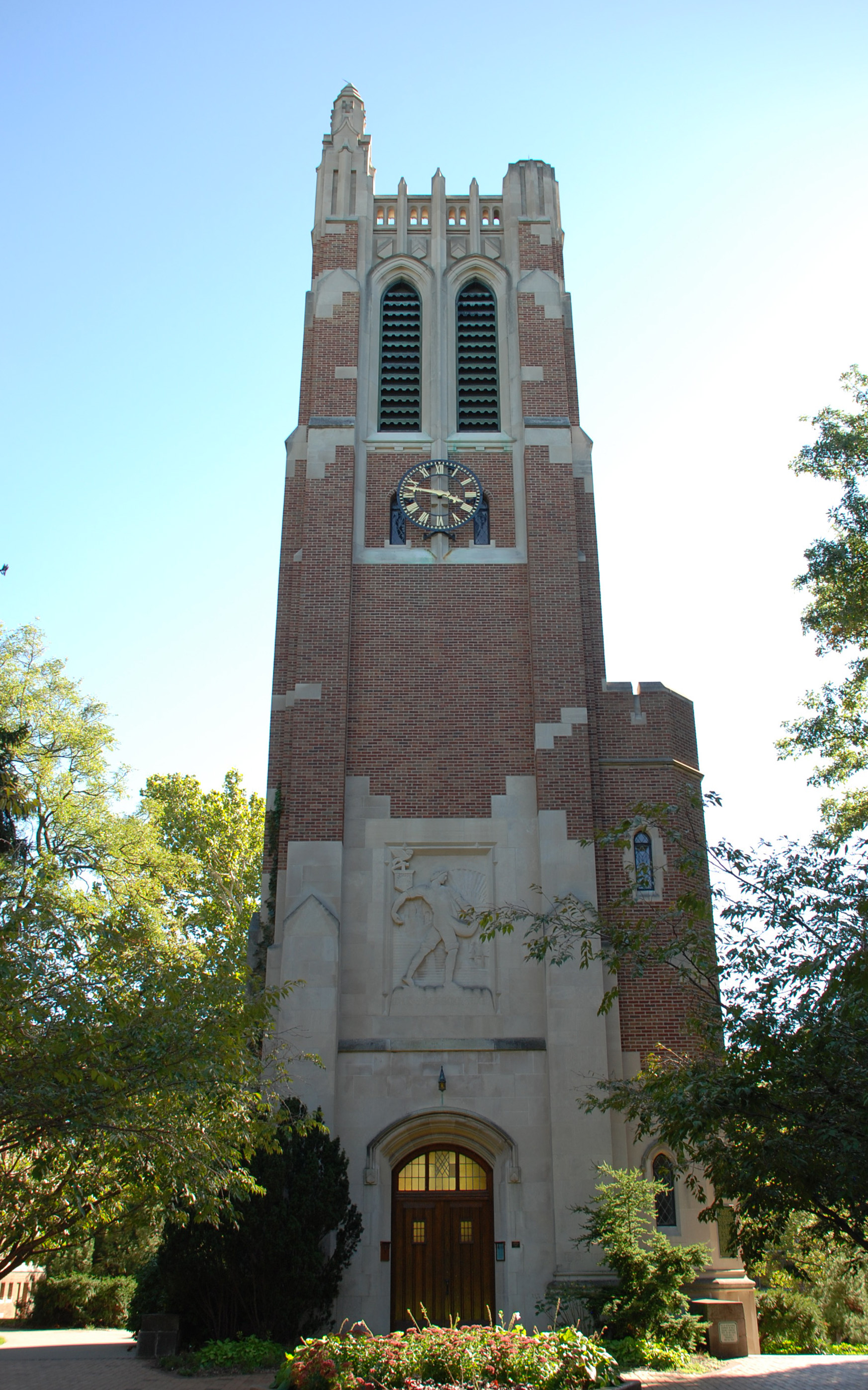
比爾門鐘塔坐落在舊有的大學樓原址

1850年的密西根憲法（The Michigan Constitution）要求政府成立一所「農業學校」。但是一直到1855年2月12日密西根州州長肯斯里（Kinsley S. Bingham）才簽署成立美國的第一個農業學校——密西根州農學院（Agricultural College of the State of Michigan）。
密西根州農業學院在1857年5月開始授業時共有三棟建築物、五名教職人員和六十三名學生。密西根州農業學院的第一位校長約瑟夫·威廉（Joseph R. Williams）為學校設計了一個比當時其他的大學更要求科學研究的課程，內容集合科學、博雅教育以及實際訓練。因為大部分的學生的高中並沒有教導古典文學的關係，這套課程並不包括拉丁語和希臘語。值得注意的是，這套課程為了降低學費而要求學生每天三小時的工作。雖然約瑟夫·威廉大力提倡他的創新教學系統，密西根教育部認為他的課程太過偏向精英主義。因此在1859年約瑟夫·威廉被迫離職，而課程也被縮減成兩年制的職訓。

1860年約瑟夫·威廉成為了密西根州州秘書長並且協助通過了1861年改組法案。這條法案將密西根州農業學院改制成四年制並賦予頒發碩士學學位的能力。依據這條法案，一個全新成立的密西根州農業委員會從原先的教育委員會接下了學校的掌控權。同一年密西根州農業學院改名為州立農學院（State Agricultural College）並畢業第一屆的學生。然而，當時因為美國爆發南北戰爭的緣故並沒有舉行畢業典禮，而第一屆的畢業生全被征召入伍。第二年，美國總統亞伯拉罕·林肯簽署了第一條1862年土地撥贈法案，使得州立農業學院成為全國的贈地大學制度典範。但是約瑟夫·威廉已在前一年病逝、並沒有活著看到他的理想成真。

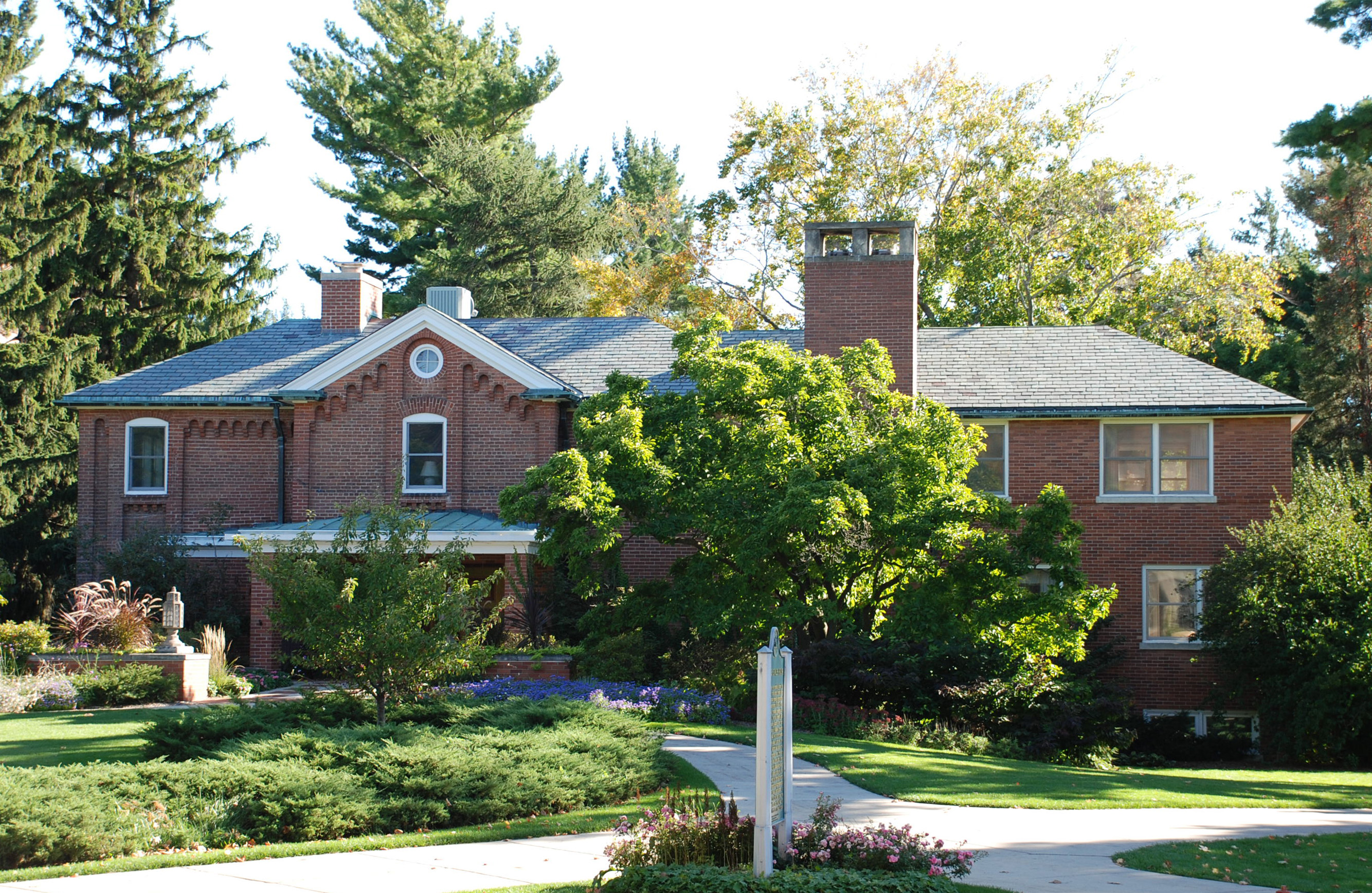
The Alice B Cowles House是校长住所，也是校园内最古老的建筑

雖然當時學校裡並沒有設立女生專屬宿舍。州立農業學院從1870年開始接受女性入學。第一批入學的少數女學生通常寄宿在教職員的家裡或著是從蘭辛市搭乘驛站馬車通勤上學。儘管如此，這些女學生接受與其他男學生同樣嚴格的農業科學課程。1896年時教職員建立了融合家政學與通識教育的女性專屬課程。同一年學校將老舊的男生宿舍艾柏樓（Abbot Hall）改建成女生宿舍並正式成為男女合校。
州立農業學院到1899年才接受第一名非裔美國人學生——威廉·湯瑪斯（William O. Thompson）。威廉·湯瑪斯後來成為塔斯基大學（Tuskegee University）的一名講師。此后，建立该大学的布克·華盛頓受到校長強納森·興德（Jonathan L. Snyder）的邀請為1900年的畢業典禮演講。幾年之後馬特·奎爾（Myrtle Craig）成為了學校的第一個女非裔美國人學生。馬特·奎爾與1907年的畢業生一起從五十年校慶的演講者美國總統西奧多·羅斯福接受畢業證書。東蘭辛市在同一年成立。
1909年，州立農業學院正式將名稱改為密西根農學院（Michigan Agricultural College，簡寫）。

### 20世纪
二十世紀初期密西根農業學院的課程擴充到農業以外的其他領域。到了1925年密西根農業學院因為課程的多元性而改名為密西根農業與應用科學學院（Michigan State College of Agriculture and Applied Science，簡寫）。
1941年密西根州農業委員會秘書長約翰·漢納（John A. Hannah）成為學校的校長。約翰·漢納藉著為了協助二次大戰退役軍人重返學校而通過的1944年軍人再造法案（Servicemen's Readjustment Actof 1944）展開了學校歷史中最大規模的擴建。約翰·漢納其中一個策略就是建設全新的學校宿舍來招收更多的學生、並用增加的收入建立更多的宿舍。密西根農業與應用科學學院的入學人數在約翰·漢納的計畫下從1950年的一萬五千人成長到1965年的三萬八千人。
1946年，約翰·漢納同時利用芝加哥大學從十大聯盟退出的機會，建立起密西根農業與應用科學學院的體育名聲。在約翰·漢納的強力游說下，学校在1950年加入十大聯盟。
1955年，密西根農業與應用科學學院在慶祝學校百年校慶時，將校名改為密西根州立大學（Michigan State University）。九年之後，密西根州立大學將行政組織從密西根州農業委員會改名為密西根州立大學董事委員會（the MSU Board of Trustees）。密西根州政府允許密西根州立大學將「農業與應用科學」從名稱中刪除。從1964年起，“密西根州立大學”成為學校的正式名稱。

### 21世纪

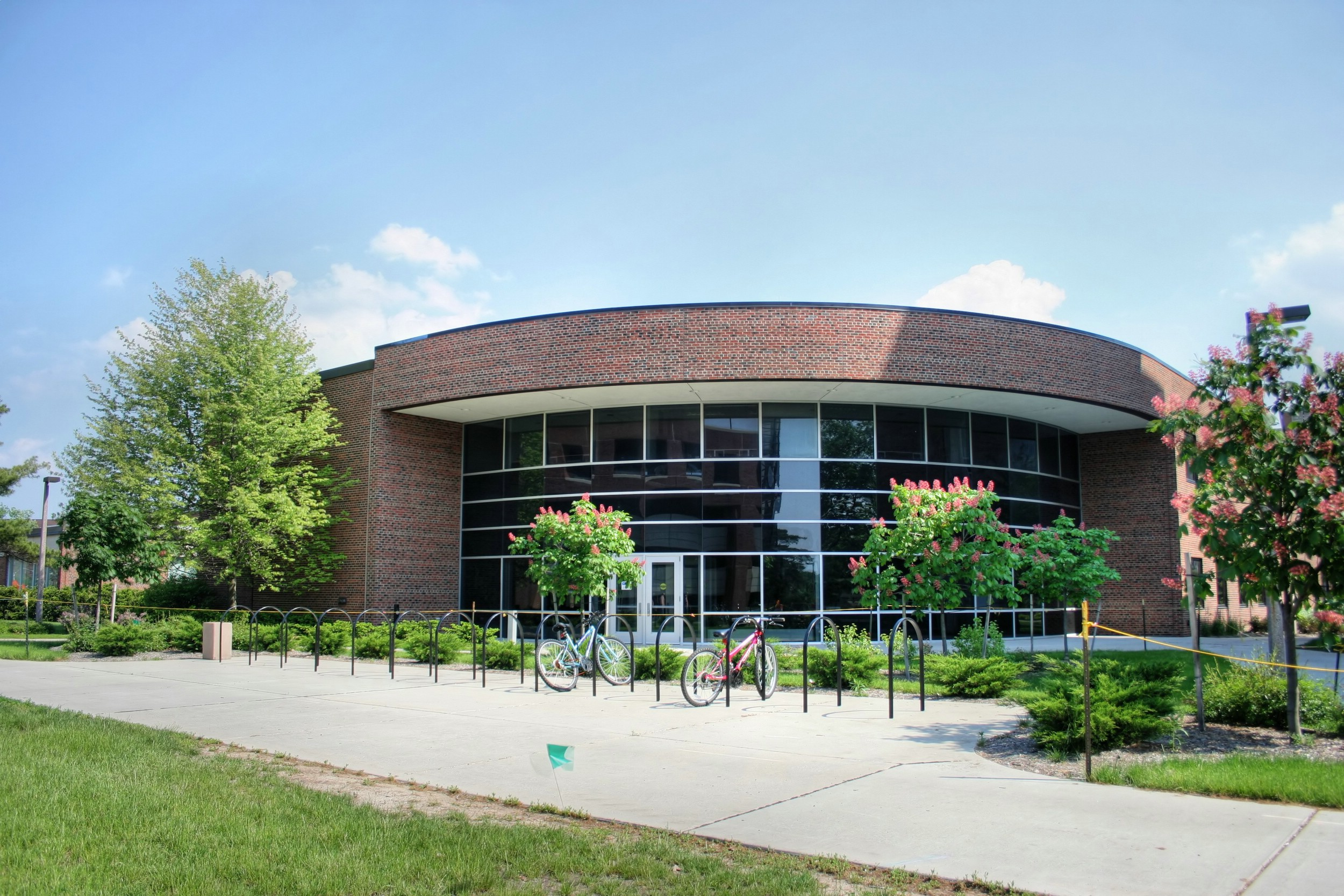
美國國家超導迴旋加速器實驗室是世界同類型實驗室中最為強大的之一

約翰·漢納校長的時代過去之後，密西根州立大學將學校發展目標從增加學生人數換為增加國內外聲譽，並堅持至今。2005年9月前任校長路·安納·賽門表示密西根州立大學將在2012年成為土地贈與大學（Land Grant institutions）的領導者。她的計畫包括建立一個全新的寄宿學校和將國立衛生研究院的捐贈增加至一億美金。
密西根州立大學，密西根大學和韋恩州立大學在2006年年建立起了大學研究走廊（University Research Corridor）。創立這一聯盟旨在促進密西根經濟的轉型升級，協助商業投資，政策制定，開發創新和公眾來加速科技轉型，使得資源更為共享並為密西根創造更多就業機會。

## 校區

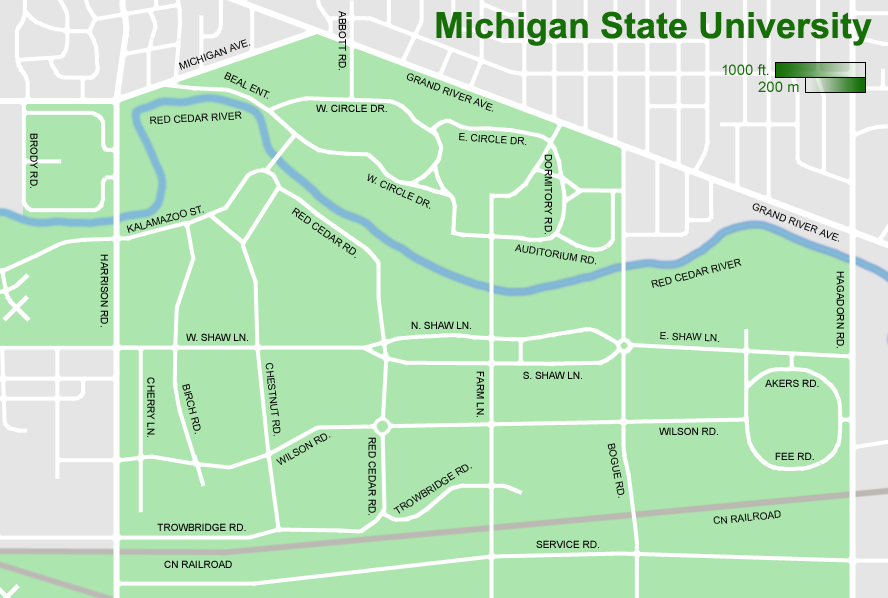
密西根州立大學的主校區位於加拿大國家鐵路的北邊。

密西根州立大學校區位於美國密西根州首府蘭辛市東邊的東蘭辛市的紅衫河河岸南北兩旁。1857年學校開始時總共有三棟建築，分別是多用途的大學樓、一間後來取名為聖寢棟的宿舍和一間農舍。目前密西根州立大學的校園共佔地五千兩百英畝、其中兩千英畝已經開發。校區裡共有六百七十六棟建築；兩百零三棟是供學術使用、一百五十四棟農業、兩百四十五是宿舍和餐飲、和其他七十四棟建築。密西根州立大學總計有二百零三萬七千四百六十四點三平方公尺的室內空間。密西根州立大學同時擁有總共四十四棟的校外不動產再其他二十八個不同的郡、共計兩萬兩千英畝。

### 北校區
校園歷史最優久的部份位於紅杉河的北邊。其中包跨新哥德式建築風格的建築物、大量的树木、和曲中帶直的道路。這個區域是當初學校成立時的那三棟校舍的所在地。其他位於河畔北邊、具有歷史意義的建築物包括校長宿舍考爾樓（Cowles House）、和位於第一棟校舍大學樓所在地的鐘塔比爾門塔（Beaumont Tower）。靠近東邊的建築物有憂思特斯-考爾樓（Eustace-Cole Hall）和馬沙-亞當樓（Marshall-Adams Hall）、以及美國的第一間獨立園藝與微生物學實驗室。其他地標包括前校長約翰·漢納的銅像、比爾植物園（W. J. Beal Botanical Garden）、和一顆「校石」上漆的鵝卵石。位於校園西北邊的則是校有旅館凱拉格旅館與會議中心。

### 南校區
紅衫河南邊的校園主要是由二戰後期的國際樣式、具有稀疏的葉飾、相較之下較筆直的道路和為數眾多的停車場所組成的建築物群。「2020遠景」計畫將把這些停車場改建成立體停車場和綠地，但是這個計畫需要很長的時間執行。同時作为遠景計畫的一部分，校方在2005年時重新塑造了一座新的斯巴達人青銅雕像。這座複製品取代了原先的現代主義陶瓷雕像，而原先的雕像則是被移至斯巴達球場的西大廳。南校區值得注意的學術與研究建築有粒子迴旋加速器和法學院。這部份的校園同時也是密西根州立大學園藝花園和4-H兒童花園。花園的南方則是加拿大國家鐵路和CSX鐵路。

## 學術

### 錄取
密西根州立大學提供滾動招生系統，提前申請入學截止日期為十月底，但不提供提前錄取計劃(early decision)。《美國新聞與世界報道》2022 年年度排名將密西根州立大學歸類為“更具選擇性”，而它的本科生入學“很困難”。對於2025 屆畢業生（2021 年秋季入學），密西根州立大學收到了50,629 份申請，並接受了42,150 份（83.3%）。 在被錄取的學生中，有 9,028 人入學，收益率（選擇就讀大學的被錄取學生的百分比）為 21.4%。密西根州立大學的新生保留率為 92%，其中 81.5% 的學生在六年內畢業。該大學有大約 5,703 名教職員和 7,365 名僱員，而學生與教師的比例約等於十六比一。
在2020年，有 4,265 名國際學生就讀於MSU。其中學生人數排名前五的地區分別是：中國（2,363），印度（599)，韓國（240），加拿大（146）和台灣（125）。
|                                                                            | 2021             | 2020             | 2019             | 2018             | 2017             |
| -------------------------------------------------------------------------- | ---------------- | ---------------- | ---------------- | ---------------- | ---------------- |
| 申请人数                                                                   | 50,630           | 45,426           | 44,322           | 33,129           | 36,143           |
| 錄取人数                                                                   | 42,150           | 34,663           | 31,522           | 25,733           | 25,860           |
| % 錄取百分比                                                               | 83.3             | 76.3             | 71.1             | 77.7             | 71.5             |
| 報到人数                                                                   | 9,225            | 8,389            | 8,801            | 8,688            | 8,366            |
| 平均 ACT (out of 36)                                                       | 23-29 (16%†)     | 23-29 (36%†)     | 23-29 (38%†)     | 23-29 (43%†)     | 23-28 (57%†)     |
| 平均 SAT 综合* (out of 1600)                                               | 1110-1310 (48%†) | 1110-1280 (80%†) | 1120-1310 (78%†) | 1110-1310 (76%†) | 1100-1320 (60%†) |
| * middle 50% range † percentage of first-time freshmen who chose to submit |                  |                  |                  |                  |                  |

### 排名
2023年版《美国新闻与世界报道》排名将密西根州立大学置于最佳公立大学并列第28位，全美最佳大学并列第60位，同时列全球最佳大学第116位。
密西根州立大學擁有超過四百個學術課程。「美國新聞」將密西根州立大學的初級教育和中等教育碩士研究課程連續七年排名第一。同時密西根州立大學的工業與組織心理學（Industrial and Organizational Psychology）博士研究課程在過去表現良好的十年內排名第一。在「美國新聞」的2016年核子物理學研究排名中，密西根州立大學力压著名的麻省理工學院排名第一。在加上2020年美國新聞與世界報導將密西根州立大學的供應鏈管理排名第一、擊敗第二名的麻省理工學院。同時密西根州立大學在其他通訊學範圍排名前四、其中包括國際與異文化通訊（international/intercultural communication）、大眾傳播、以及人際通訊（interpersonal communication）。教育學院（College of Education）下許多系所亦排名全美第一或前十名。其他著名的課程包括犯罪科學（criminal justice）、 音樂療法（music therapy）、酒店管理 、包裝（Packaging） 、政治學 、营养学 以及通信。密西根州立大學的海外研修課程是美國單一校園大學中最大的一个，共擁有兩千四百六十一名學生在六十多個不同的國家，甚至包括南極洲。

### 研究

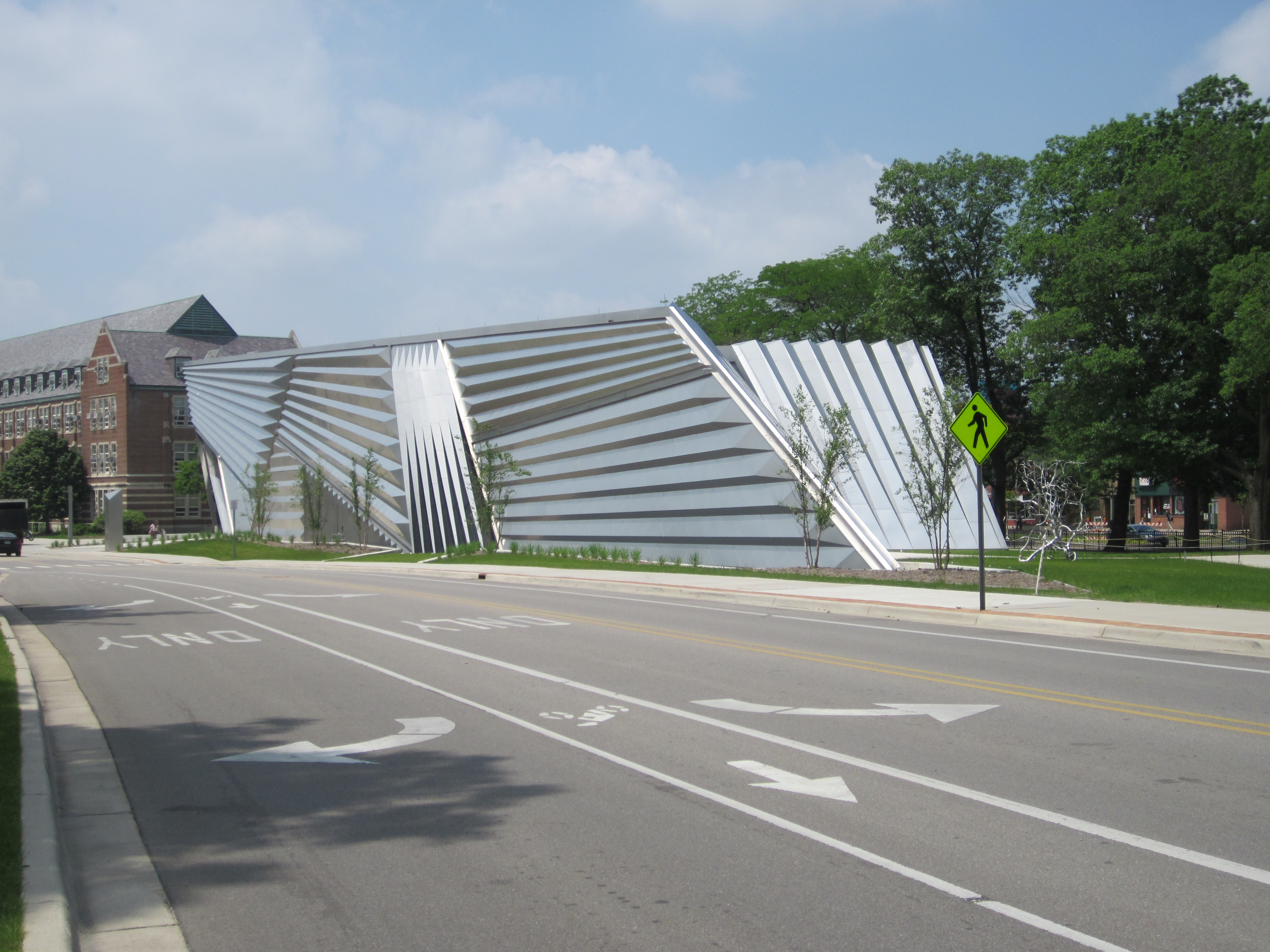
位於密西根東蘭辛的伊萊與艾迪斯·布羅德藝術博物館

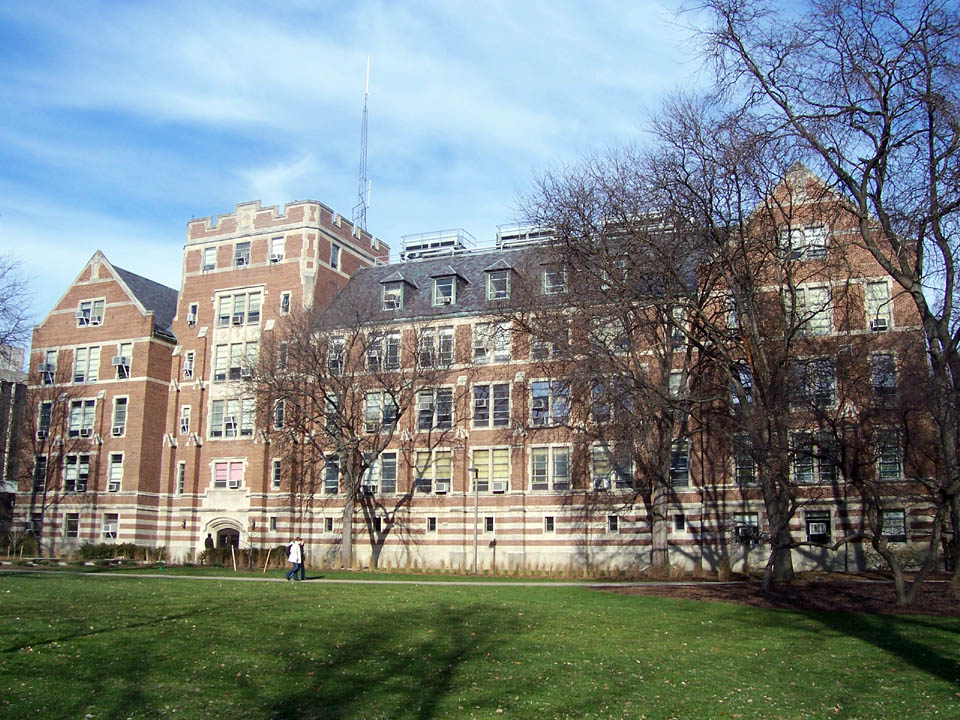
電腦中心先前曾經是密西根州整合電腦的所在地

密西根州立大學擁有悠久的學術研究和創新歷史。該大學2018年研究經費支出為6.95億美元，在美國排名第32位。1877年植物學教授威廉·比爾（William J. Beal）執行了第一個有紀錄的玉米基因雜交並增加產量。乳品教授馬康·特（G. Malcolm Trout）在1930年代發明了牛奶均質化的方法。1960年代密西根州立大學的科學家們發明了對抗癌症的藥物異體鉑（cisplatin）。現今密西根州立大學持續各方面的研究、包括與美國能源部合作的「密西根州立大學－美國能源部研究室」（MSU-DOE Plant Research Laboratory）和一部叫做國家超導粒子迴旋加速器實驗室的粒子加速器。2004年粒子迴旋加速器的科學家成功製造出一顆取名「鍺六十」的鍺同位素。 同一年密西根州立大學與北卡羅萊納大學 和巴西政府在智利安地斯山脈為直徑四點一公尺的南部天體物理學研究望遠鏡（簡稱）動工。這作跨國合作的望遠鏡可以讓物理與天文部門研究宇宙的組成和起源。同時，從1999年起密西根州立大學參與另一個以發展密西根州當地生物科技為目標、叫做密西根生命科學走廊的合作計畫。 2007年 MSU教授 Albert Fert 與德國物理學家 Peter Grunberg 共同獲得諾貝爾物理學獎。

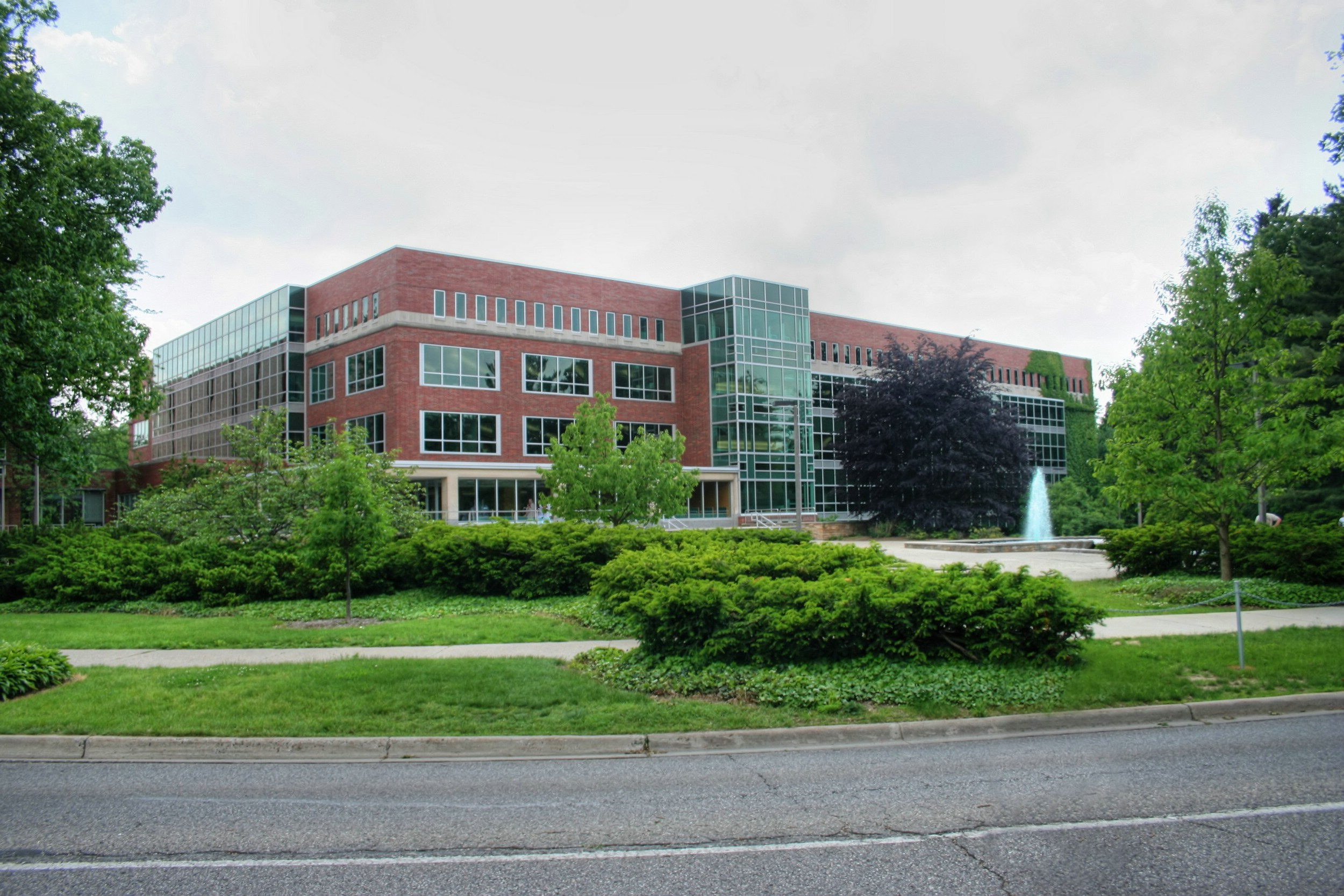
密西根州立大學圖書館位於比爾門塔和紅杉河之間

密西根州立大學圖書館是北美第二十六大的學術圖書館系統，其收藏有超過四百七十萬本的書籍和六百四十萬張微縮膠片。

### 捐獻
密西根州立大學的（私人、非土地撥贈法案)捐獻起始於1916年的工程大樓火災。汽車大亨雷森·奧茲（Ransom E. Olds）捐贈十萬美金協助維持學校的運作。雖然這開啟了其他類型的私人贈與的大門，但密西根州立大學仍然通常在捐獻這個項目落後于其他學校。九零年代初期密西根州立大學在十大聯盟裡的十一所學校裡排名最後，募款總計勉強超過一億美金。因此，從2000年開始，校方展開了增加捐獻的陣營。在2004年學期結束時，學校的捐獻增加到了十三億兩千五百萬美金，將密西根州立大學的捐献金额在十大聯盟裡的十一所學校裡排名提升到第六，與第五名相差僅兩百萬美金。快速增加的捐獻將會協助更新學校摟舊的設備，例如音樂學院希望藉由向校友集資來重建現有的音樂大樓。

## 學院
密西根州立大學擁有17所獨立學院授予超過200個不同學位的學術課程 

### 寄宿學院

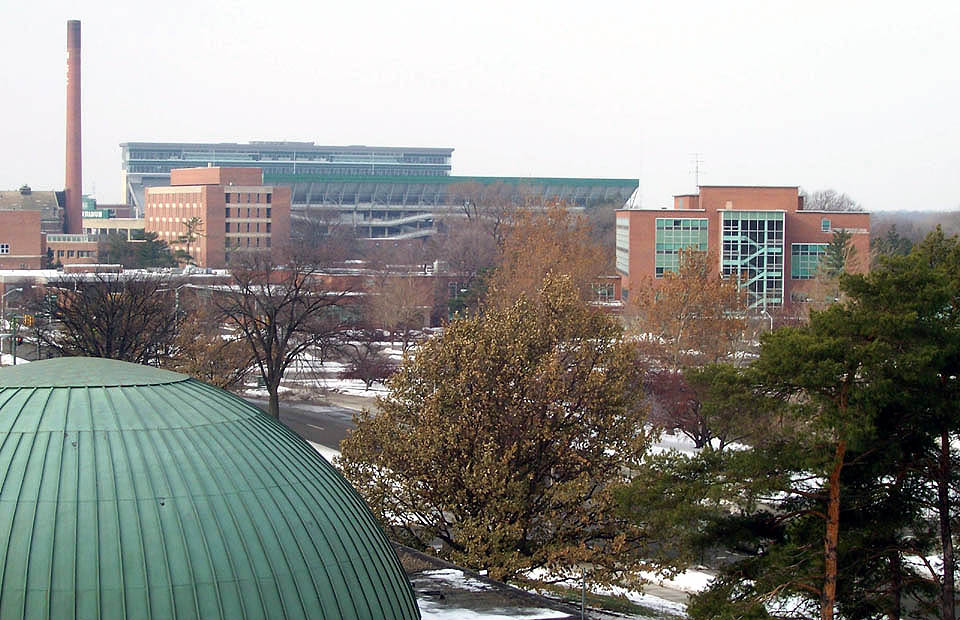
校區南方的天際線。

密西根州立大學擁有數所依照牛橋的「生活－學習」經驗運作的寄宿學院。藉由學生宿舍授課，這些寄宿學院提供學生更多與教職員接觸的機會。密西根州立大學的第一間寄宿學院賈斯汀·摩利爾學院成立於1965年和一套含跨各學科的課程。密西根州立大學在1979年關閉摩利爾學院，但是現今學校仍有兩間寄宿學校、並且計劃在2007年成立第三所。雖然這些學院在成立時只是實驗性質，現在他們已都是相當受到尊敬的系統。
從1967年開始，詹姆士麥迪森學院（James Madison College）嘗試將小型的公立學院與重點大學的優點融合。 詹姆士麥迪森學院的講課通常採小班制、一般有二十五名學生、而且大部分的指導教授皆為終生職。詹姆士麥迪森學院所有的三個科系都要求兩年的外語課程和一年的實習或留學經驗。雖然詹姆士麥迪森學院的學生只佔密西根州立大學百分之四的研究生，他們代表密西根州立大學約百分之三十五的榮譽學生（Phi Beta Kappa Society)。

### 專業學院

#### 法學院
密西根州立大學法學院原名底特律法學院，創建於1891年，是一所獨立法律學院。底特律法學院在1995年併入附屬於密西根州立大學，並從底特律搬遷至現今的東蘭辛市。底特律法學院成立時是密西根州底特律的第一所法學院，也是全密西根州的第二所法學院。在2018年10月，該學院開始了一個完全融入密西根州立大學的過程，從私立法學院轉變為公立法學院。 與密西根州立大學的整合於2020年8月17日完成，正式成為密西根州立大學法學院。
密西根州立大學法學院的學生來自四十二個不同的州與國家。法學院負責發行《密西根州司法評論》和由學生所編輯《商業與證券法期刊》。密西根州立大學法學院同時也是美國第一所審判實習學院、傑費·法格（Geoffrey Fieger）審判實習學院的根據地密西根州立大學法學院的知識產權和通訊法課程排名全美排名第十七。

#### 商學院
伊萊·博德商學院（Eli Broad College of Business）的課程包括會計學、信息系統、金融、管理學、市場營銷學、供應鏈管理、以及酒店管理学。本學院共有四千七百七十五名大學生和七百七十六名研究生。伊萊·博德商學院不但提供三套工商管理碩士（Master of Business Administration）的課程，同時也和密西根州立大學法學院合作提供雙主修學位（Joint degree）。伊萊·博德商學院在美國商業周刊的全國公立學院中排行第十三。

#### 醫學院
密西根州立大學醫學院共分成六座不同的校區、分別位於蘭辛、卡拉馬祖、 芬林、 薩基諾、馬凱特（Marquette）以及大急流城。 每個校區皆有與當地的醫院和其他醫療機構合作。舉例說明，蘭辛市校區就包括了史派羅醫療系統（Sparrow Hospital）和英翰區域醫療中心（Ingham Regional Medical Center）。人類醫學院近來因為其位於大急流城的擴建計畫而受到矚目。預計新校區的落成將會幫助帶動蓋區域醫療工業的成長。
密西根州立大學骨療學院（MSU College of Osteopathic Medicine）是世界第一所由社會大眾所籌設的骨療學院。本院因其校友多選擇在密西根執業而聞名，超過二分之一的畢業生就業於密西根。2008年，密西根州立大學董事會核准了骨療學院在密西根東南部的兩處擴建提案。董事會表示這不但會提昇密西根的醫護教育，同時也解決了預期的內科醫生短缺。根據美國新聞與世界報導，本學院常出現於全美醫學院前十名的排行。

### 其他學術單位

沃頓表演藝術中心。

近年來，密西根州立大學的音樂課程經歷了顯著的成長。音樂科系的招生率在1991年至2004年間成長超過百分之九十七。2007年年初，密西根州立大學董事會注意到了這個成長，並決定將音樂科系獨立、成立自己的學院。新學院的創建面臨了許多新的挑戰，例如如何有效利用受限的空間和資金。密西根州立大學的音樂學院計畫持續過往的成功經驗、平均每年至少畢業二十五年研究生以維持其學術水平。
密西根州立大學師範學院授予多種不同的大學以及研究生學歷，其中包括輔導學、教育心理學、特殊教育、教師培訓和人體運動學。本學院的基本和二級教育課程全美排名前段，而復健輔導學則是共列第一。
創立於1956年，密西根州立大學榮譽學院為表現傑出的大學學生提供量身打造的個別課程。雖然這個学院並沒有自己的科系，但它依然擁有自己的院長和學術顧問來幫助榮譽學生完成他們的學業。
高中畢業生如果在校成績排名前百分之五而且擁有最少SAT一千三百六十分或ACT三十分兩者擇一，可以在進入密西根州立大學時選擇加入榮譽學院。如果沒有在入學時即進入學院，學生必須擁有三點五以上的成績平均積點才可申請加入。一旦成為榮譽學院的一員，學生必須維持將學期成績維持不低於三點二並完成八堂榮譽課程才可在畢業時獲得榮譽學位。

## 運動
密西根州立大學屬於 NCAA 全國大學體育協會 第一級競賽學校、學校提供十二項男子運動和十三項女子運動。密西根州立大學暱稱斯巴達人(Spartans)，它的吉祥物是一名叫做斯巴帝（Sparty）的斯巴達戰士。該大學所有的校隊運動都參與 十大聯盟 體育競賽 。現今的體育主任是馬克霍利斯（Mark Hollis）。前任體育主任榮恩·馬森(Ron Mason)曾擔任一九七九年至兩千零二年的冰上曲棍總教練，並寫下生涯九百二十四勝、密西根州立大學六百三十五勝兩百七十敗六十九和的紀錄。密西根州立大學的斯巴達軍樂隊負責所有體育競賽的演奏，而學生和校友們會跟著合唱。密西根州立大學是少數同時擁有多次全國美式足球冠軍的十六所大學的其中之一，同時也是第一所擁有多次美式足球、籃球和冰上曲棍球全國冠軍的學校。密西根州立大學的籃球與冰上曲棍球隊比賽曾創下最多觀眾的世界紀錄。

### 美式足球

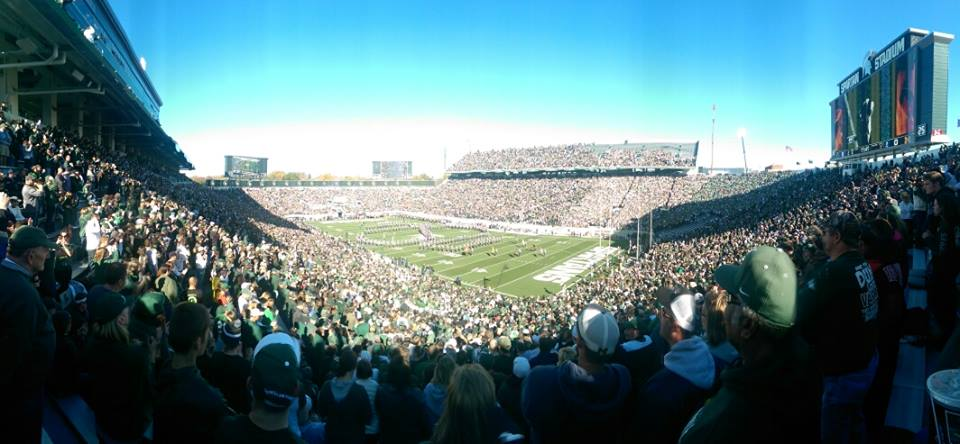
斯巴達競技場-美式足球隊在2014年對抗密西根大學。

美式足球在密西根州立大學有很深遠的傳統。從1884年由運動社團開始，正式學校美式足球代表隊在1896年成立。該隊曾在1954、1956、1988以及2014年贏得玫瑰盃冠軍。他們更在1951年，1952年，1955年，1957年，1965年和1966年贏得了全國冠軍。斯巴達隊在1967年間的國家美式足球聯盟選秀中共有四名球員被前八順位選中，是大學美式足球課程唯一的紀錄。MSU 美式足球隊的主場是位於校園中心的斯巴達競技場、一座可容納七萬五千零五人的美式足球場。
密西根州立大學美式足球隊的傳統的競爭對手是密西根大學、每年爭取保羅·班揚獎盃（Paul Bunyan Trophy）。另一個傳統的競爭對手為賓夕法尼亞州立大學每年爭取贈地大學獎杯（Land Grant Trophy）、因為賓夕法尼亞州立大學和密西根州立大學同為全美國最古老的贈地大學。

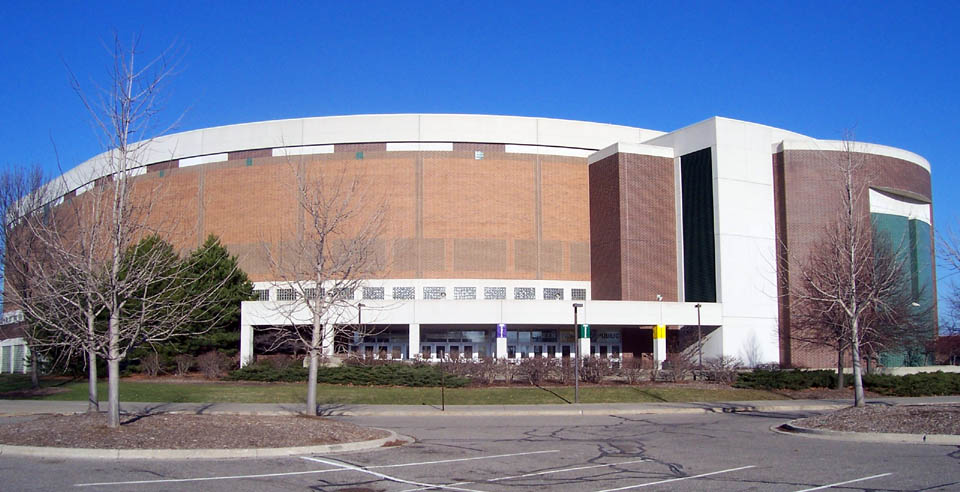
傑克·布斯林學生活動中心（Jack Breslin Student Events Center）是男子與女子籃球隊的主場。

### 男子籃球
密西根州立大學的男子籃球隊曾在1979年以及2000年分別獲得兩次全國冠軍。1979年，魔术师约翰逊與奎格·凱爾甚、和麥克·布爾可富其（Mike Brkovich）率領斯巴達隊以75比64的分數擊敗由大鳥柏德帶領的印地安納州立梧桐樹隊。2000年，三位來自芬林市的球員，莫瑞斯·彼得森、查理·貝爾（Charlie Bell）、和馬丁·克里夫（Mateen Cleaves）帶領球隊贏得了第二個全國冠軍頭銜。綽號「芬林巨石」的他們是斯巴達隊擊敗佛羅里達大學的重要關鍵。2003年12月13日密西根州立大學與肯塔基大學一同在底特律的福特運動場爭取籃球盃時創下共78,129人的史上最多觀賽者紀錄。肯塔基以79比74的分數贏得該場比賽。斯巴達隊目前在總教練湯姆·伊索（Tom Izzo）的訓練下的主場是傑克·布斯林學生活動中心。截至2019年3月22日、伊索的成績是603勝231敗。他曾領導隊伍贏得2000年的NCAA全国冠軍頭銜、8次最终四强赛（Final Four）的其中4次、和連續18次晋级NCAA全国锦标赛。因此，斯巴達隊主場的學生區域特別以他的名子命名為伊索特區（Izzone）。

### 男子冰上曲棍球

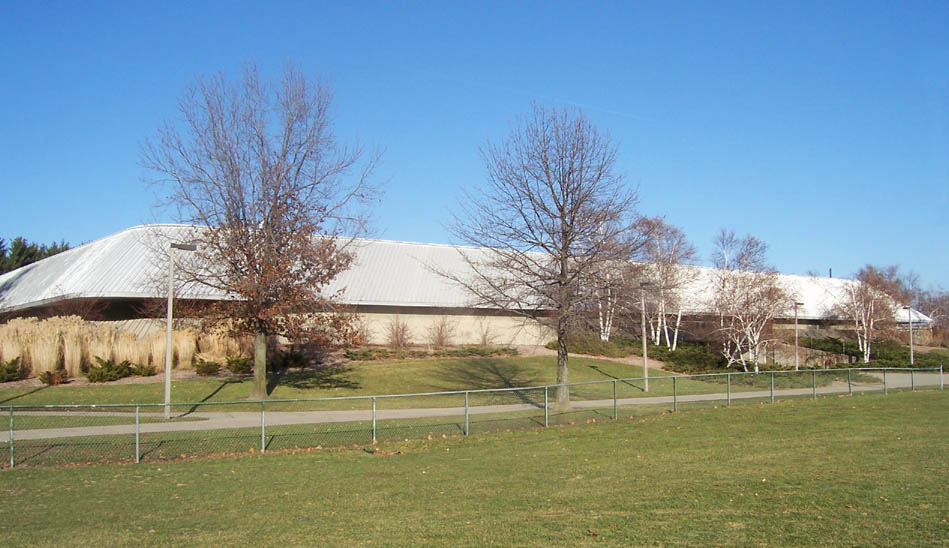
蒙恩冰上競技場是以紀念前美式足球教練凱羅倫斯·蒙恩而命名

密西根州立大學的男子冰上曲棍球起始於1924年，但一直到1950年才成立學校代表隊。該隊伍在此之後分別於1966年、1986年、和2007年獲得全國冠軍的頭銜。斯巴達在1987年時，曾只差一步即可再次贏得全國冠軍的頭銜，卻在決賽時敗給北達科達大學（University of North Dakota）。斯巴達隊現練習的場地是密西根州立大學的蒙恩冰上競技場（Munn Ice Arena）。前總教練榮恩·梅森是大學冰上曲棍最多勝的教練、在密西根州立累積共九百二十四勝六百三十五敗。同於其他運動項目，密西根州立大學和密西根大學之間的冰上曲棍競爭也相當激烈。2001年10月6日，密西根州立大學與密西根大學在創下世界最多觀眾紀錄的冷戰中對決、共七萬四千五百五十四人出席於斯巴達競技場。該場比賽最後以三比三平手結束。在2006年－2007年的球季，密西根州立男子冰上曲棍擊敗波士頓學院、贏得第三座全國大學冰上曲棍冠軍。現在密西根州立大學的冰上曲棍球隊參加新成立的十大聯盟冰上曲棍球聯賽。

## 學生生活

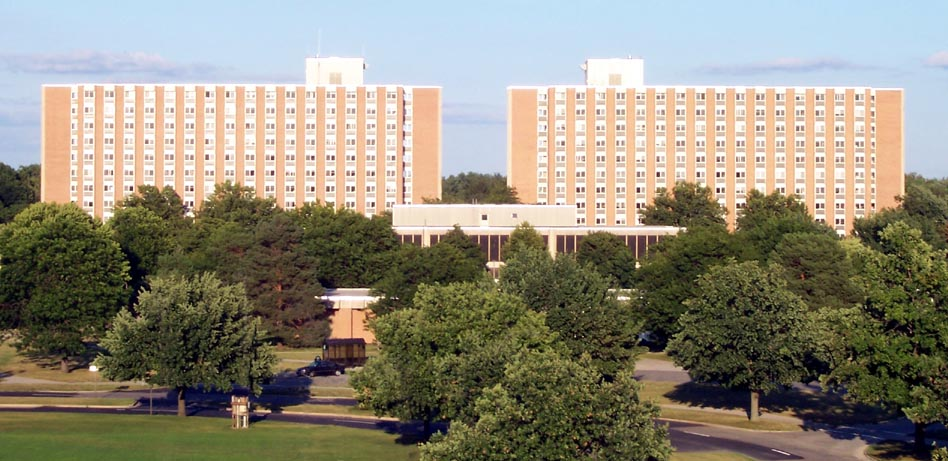
哈博樓是一棟位於校區東邊的宿舍、高十二層樓。該樓是密西根州立第二高的建築、略矮於斯巴達競技場

東蘭辛是一座非常典型的大學城，約60.2%的人口由15至24歲的年齡層所組成。前任校長約翰·漢納在1950年代－1960年代間所推行的擴建政策使得該校擁有全美規模最龐大的宿舍系統。共計約有一萬六千名的學生居住於密西根州立大學的二十三棟大學生宿舍、一間研究生宿舍、和三座公寓群集。每間宿舍皆有自己的學生宿舍政府和學生宿舍協會代表。儘管校區的宿舍龐大，但校园还有其他多种居住选项互相补充。有58%的學生不居住在校區，大多数住在靠近学校的公寓、独栋住房、兄弟会和姐妹会公寓，或是学校的合租房。

### 兄弟會與姊妹會

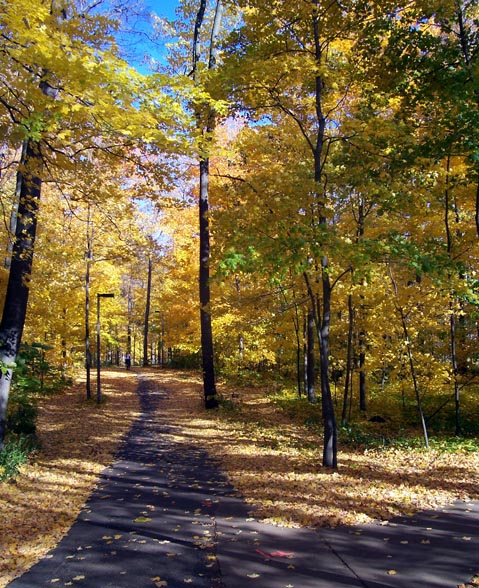
密西根州立大學的校園有著豐富的植林。圖中的小路從數座宿舍的背面經過，包括歐文樓、麥當勞樓、以及福爾摩斯樓。

擁有超過三千名會員，密西根州立大學的希臘社團是美國最大的系統之一。起始於1827年並在1922年由兄弟會、兄弟會、和姊妹會重新發起，密西根州立大學的希臘系統現由共五十五個由希臘字母命名的學生組織所組成。這些分會皆由密西根州立大學的四間希臘自治會的其中一間所管轄。這四間自治會中，北美兄弟會聯盟（North-American Interfraternity Conference）和女子大希臘聯盟（National Panhellenic Conference）皆各自對它們的預算有完全掌控。因此這兩個組織擁有舉行大型募捐和招生活動的能力。密西根州立的兄弟會與姊妹會舉行許多的慈善活動和社區募捐。例如兄弟會與姊妹會舉辦了希臘週活動為美國癌症協會、麥當勞之家、和特殊奧林匹克運動會募集了超過十七萬美金 。

### 學生組織

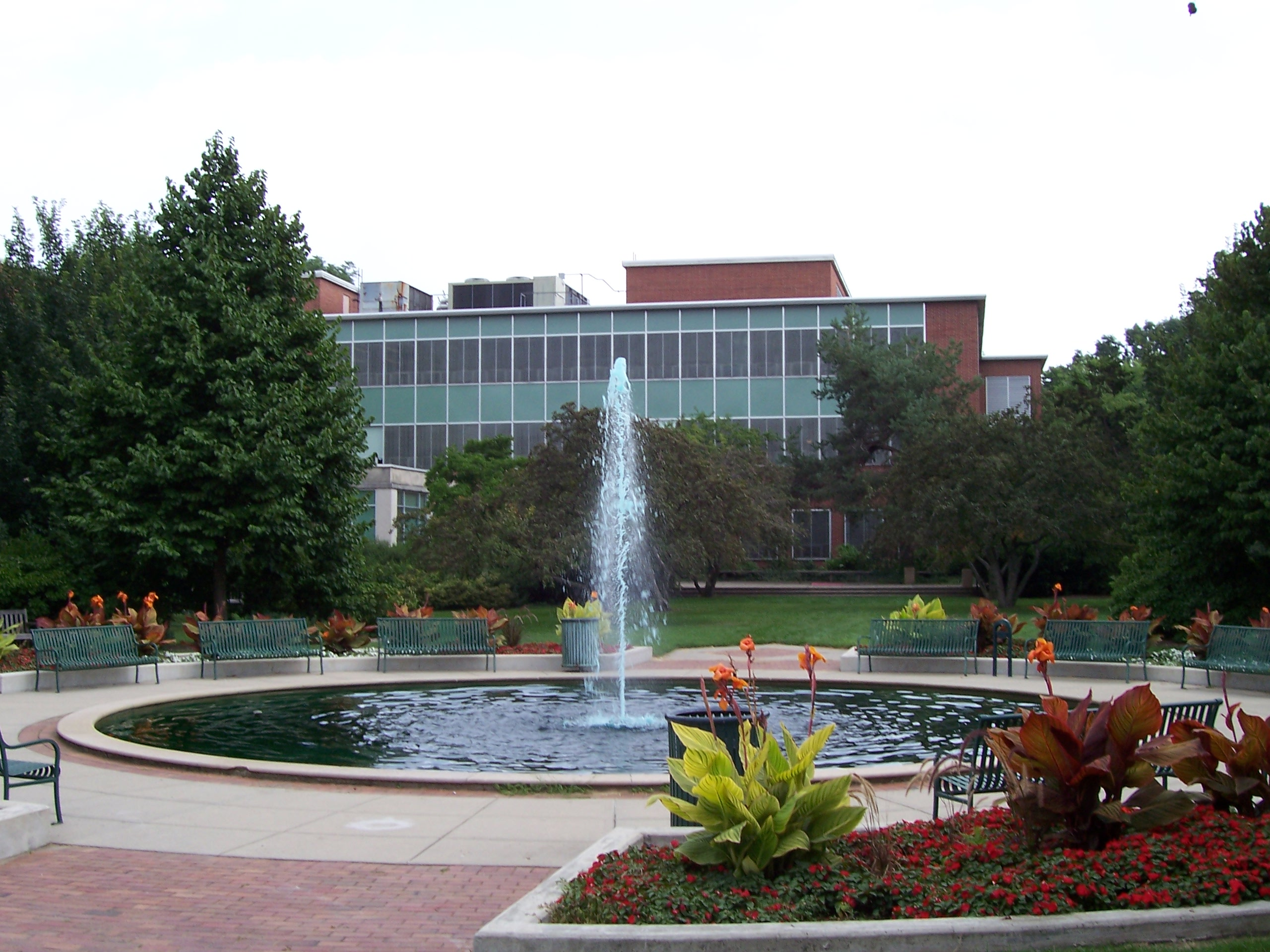
學生服務大樓提供密西根州立學生生活部門、密西根州立大學學生會、和希臘自治協會活動的場地。

密西根州立大學學生會（ 縮寫 ）是密西根州立大學的大學生學生會。該協會因為它的權力分散兩院制結構和幾乎不受兄弟會與姊妹會影響的緣故，和其他美國大學的學生自治政府相比非常突出。密西根州立大學學生會的代表皆無黨派並且常由非競爭性的選舉選出。
學生每學期繳付16.75美元當作密西根州立大學學生會的資金、包括全年的活動和幹部支薪。部份學生批評密西根州立大學學生會的選舉缺乏学生的參與，而无法代表全体學生。选举投票率從2001年起盤旋於3% ~ 17%之間。2006年的大部分選舉只吸引8%的大學學生投票。

### 學生運動
行動主義者們在密西根州立大學的歷史中扮演著重要的角色。在越南戰爭、民眾情緒最高潮的時期，學生的抗爭活動協助建立男女同校的宿舍和阻止四九六號州際公路穿越校區的興建計畫。1980年代，密西根州立的學生說服學校將在種族隔離的南非投資的公司從捐贈目錄中清除，例如可口可樂。 密西根州立大學擁有許多以改變政治現況為重心的學生團體。校園中的研究生團體包括研究生雇員公會。密西根州立同也擁有許多從自由主義到保守主義的一系列政黨導向團體，保括大學共和黨（College Republicans）、大學民主黨（College Democrats）、和其他的第三政黨組織。其他政黨行動主義團體包括右派的自由美國青年黨（Young Americans for Freedom）和左派的民主社會青年黨 （Young Democratic Socialists）、學生經濟正義聯盟（Students for Economic Justice）、以及墨西哥裔學生阿茲特克主義活動（西班牙語：Movimiento Estudiantil Chicano de Aztlán）。因為密西根州立大學鄰近密西根州的首都蘭辛市的緣故，許多對政治有興趣的學生選擇為州代表們實習。

### 學生媒體
密西根州立大學的校園媒體充滿著多樣性。由學生經營的「州立新聞」（The State News）是該州發行最廣的學校報紙。可由網路或者是東蘭辛市的報攤免費取得。該報的印刷數在秋天和春天約是每個星期一到星期五共28,500份、而夏天則是15,000份。密西根州立發行超過四十年的文學文摘《紅杉河評論》（Red Cedar Review）是美國由大學生經營的文學期刊中歷史最長。該文摘每年由密西根州立大學通訊社（Michigan State University Press）發行。《The Big Green》是份線上發行的學校雜誌、發佈於從十月到五月的每個月第一天。The Big Green 內容包括內容充滿深度的故事專輯、包括校園相關（State Side）、國際新聞（Global View）、藝術與文化（Arts & Culture）和兩性關係與健康（Sex & Health）。該雜誌目前每年發佈一份收錄最佳文章的合籍提供免費取閱。
密西根州立大學的電子媒體包括三個無線電頻道和一家公共廣播電視頻道、以及由學生製作的電視節目。密西根州立的公共電視網 WKAR-TV 是全美歷史第二悠久的教育電視台、同時也是密西西比河流域東部最老。除了公共廣播的節目以外，WKAR-TV 同時也製作自己的當地節目，例如高中問答比賽。除此之外，密西根州立擁有三個無線電頻道。WKAR-AM 播放全國公共廣播電臺的無線講談節目，而 WKAR-FM 主要集中在古典音樂節目。密西根州立由學生經營的 WDBM 在平日播放另類搖滾類型的音樂、而週末與傍晚則以電子音樂為主。

## 人物
密西根州立大學目前校長是凱文·古斯基維奇(Kevin Guskiewicz，March 4, 2024 就任)。前代理校長是特蕾莎·伍德拉夫，代理上一任的山繆爾·史坦利(Samuel L. Stanley)。該大學前校長路·安娜·賽門（Lou Anna Simon)從2005年1月1日起擔任該大學校長，直到2018年1月24日因美國體操性虐待醜聞而辭職。因為密西根州立大學屬於州政府所有，該校董事會的權力授權於密西根州憲法。該憲法准許每年由來自州各地的公民投票選出的八名董事。董事任期有八年，且每年重選兩任。
1800年代的重要大學領導人物有力保農業學校免於被密西根大學併吞的約翰·福爾摩斯（John Clough Holmes）。他同時也是學校募款的主要動力。第一任校長約瑟夫·威廉斯（Joseph R. Williams）和在美國內戰後鞏固學校地位的第三任校長希爾派樂斯·愛博。 同要具重要性的是早期研究異花受粉玉米的植物學教授威廉·貝爾（William J. Beal）。另一位突出的教職員是返校擔任教授的校友麗波提·海德·貝禮（Liberty Hyde Bailey）。 貝禮是將園藝學提昇成與植物學齊名的學科的第一人、贏得「美國園藝學之父」的美稱。 其他出名的十九世紀畢業生包括普利茲獎傳記文學獎得主雷·史丹德·貝克（Ray Stannard Baker）。 米那卡特·庫馬哥舒（Minakata Kumagusu）一位出名的環保學家。以及教育改先驅威廉·貝格里（William Bagley）。
直到今日，密西根州立大學估計約有六十三萬依然在世的校友遍及全球。著名的密西根州立大學校友包括前密西根州長詹姆士·布朗查爾（和約翰·安格爾（John Engler） 、密西根美國參議員戴比·史戴博那（Debbie Stabenow）、億萬慈善家伊萊·博德（Eli Broad）、卡車工會會長詹姆士·荷弗（James P. Hoffa)、Quicken Loans創辦人丹·吉爾姆特（Dan Gilbert)、美国众议院纠仪长威尔逊·利文古德（Wilson Livingood）、前美國能源部部長斯賓塞·亞伯拉罕 、前賴比瑞亞副總統哈利·莫尼巴（Harry Moniba）和前美國駐義大利大使彼得·塞基亚（Peter Secchia）。來自臺灣的有財經週刊天下雜誌和30雜誌的創辦人高希均、政治評論家「流氓教授」林建隆、高雄市市長候選人黃俊英。在好萊塢的校友包括演員占士·堅、安东尼·希尔德（Anthony Heald）、罗伯特·于里克（Robert Urich）和威廉·福西特（William Fawcett）、導演山姆·雷米、編劇大卫·麦基（David Magee）和國家廣播公司（NBC）播報員克里斯·汉森Chris Hansen。除此之外，小石城九人事件的其中兩位就讀過密西根州立大學，包括第一位從小石城中央高中（Little Rock Central High School）畢業的非裔學生欧内斯特·格林（Ernest Green）、以及卡洛塔·沃尔斯·拉尼尔（Carlotta Walls LaNier） 。
曾經和現正效力於美國國家籃球協會的斯巴達球員包括魔術強森、奎格·凱爾甚（Greg Kelser）、傑·文生（Jay Vincent）、史蒂夫·史密斯、史考特·斯凱爾斯、贾森·理查德森、马汀·克里夫斯、阿兰·安德森 、莫瑞斯·彼得森（Morris Peterson）和查理·貝爾 。在美国美式足球联盟球队中有弗雷德·阿尔本纳斯（Fred Arbanas）和乔治·赛姆斯（George Saimes)。在國家美式足球聯盟裡的密西根州立校友有莫顿·安德森（Morten Andersen）、布雷斯·布瑞斯（Plaxico Burress）、安德烈·赖森（Andre Rison）、德里克·梅森（Derrick Mason）、穆辛·穆罕默德（Muhsin Muhammad）、T·J·达克特（T.J. Duckett）、弗洛佐·亚当斯（Flozell Adams）、朱利安·彼得森（Julian Peterson）、查尔斯·罗杰斯（Charles Rogers）、吉姆·米勒（Jim Miller）、厄尔·莫罗尔（Earl Morrall）、韦恩·方特斯（Wayne Fontes）、布巴·史密斯（Bubba Smith）和德鲁·斯坦顿（Drew Stanton）。前密西根州立大學四分衛杰夫·斯莫克尔（Jeff Smoker）現今活躍於竞技场橄榄球联盟（Arena Football League）。現今活躍於國家冰上曲棍球聯盟的前密西根州立大學球員有罗德·布兰达穆尔（Rod Brind'Amour）、安森·卡特（Anson Carter）、唐纳德·麦克斯温（Donald McSween）、亚当·霍尔（Adam Hall） 约翰-迈克尔·莱尔斯（John-Michael Liles）、凯利·米勒（Kelly Miller） 和基普·米勒（Kip Miller）兄弟，以及他們的親戚莱恩·米勒（Ryan Miller）與兄弟德鲁·米勒（Drew Miller）。在美國職棒大聯盟的前密西根州立大學球員包括具有棒球名人堂的罗宾·罗伯茨（Robin Roberts） 、柯克·吉布森（Kirk Gibson）、史蒂夫·加维（Steve Garvey） 和马可·马尔德（Mark Mulder） 。奧林匹克運動會金牌得主包括萨瓦色达·法因斯（Savatheda Fynes）和弗雷德里克·奥尔德曼（Frederick Alderman）。